# 아나스타시오 부스타만테
아나스타시오 부스타만테 이 오세게라(스페인어: Anastasio Bustamante y Oseguera, 1780년 7월 27일 ~ 1853년 2월 6일)는 멕시코의 대통령이었다. 그는 1830년에서 1832년까지, 1837년에서 1839년까지, 1839년에서 1841년까지 총 3차례 자리에 올랐었다. 보수주의자였으며, 최초로 비센테 게레로 대통령에 대항한 쿠데타를 이끌어 권력을 쟁취했었다. 부스타만테는 두 차례 면직당했으며, 매번 유럽으로 망명했었다.

## 같이 보기
- 멕시코의 국가원수 목록